# 全職殺手
《全職殺手》，銀河映像2001年出品的香港槍戰片，改編自彭浩翔的同名小說，由杜琪峰和韋家輝導演，劉德華及反町隆史領銜主演，任達華、林熙蕾及應采兒主演。講述新任職業殺手Tok要向有資歷的日本殺手O展開挑戰，引發的兩人為至愛和名譽而戰的故事。香港收获2568万港币，位列香港年度华语片第五位。

## 劇情
殺手O在吉隆坡火车站杀人，被高中同学竹野认出，因為竹野不斷的要追認，所以他在杀掉目标人物后，也不得不順手杀掉了竹野，經紀人詢問多殺目標的原因，並告訴他當殺手，难免有一天會杀掉自己认识之人。
在泰国桂河，杀手托尔进入当地警察局执行杀人任务，用散彈槍干掉多名警察，最後用多枚手榴彈炸死关押拘留所的目标人物。托尔会拉二胡，喜欢看动作电影，喜欢有创意新鲜的杀人方法。他在完成任務後，帶著二胡去收取佣金，埋怨酬劳不够高，並稱一個貪污的警察都比給的這些酬勞多，並在後續爭執中，一刀刺穿了委託人手下手掌背，委託人说他不是顶级杀手O，殺人沒有他的專業，酬劳当然没有O高，这引起托尔对O的嫉妒和恨意。
秦惠蓮是一名在香港音像店工作的台湾女孩，托尔经常戴着美国总统比爾·柯林頓的头套去她的店里租碟片与她相识，托尔还约她去影院看电影。另一方面，阿莲还有一份兼职工作：每周一、三、五晚上到雇主家里打扫卫生，这位雇主刚好是O，不过O并不住在这所房子里，但偶爾都會留下一只打破酒漏滿地的啤酒瓶，为了安全起见他居住在对面的房子里，并通过望远镜观察注意着该房间的举动，阿莲和O只在月初付薪水时在餐厅见次面。一次托尔带阿莲到餐厅吃饭，托尔说自己是个杀手阿蓮不信，他說离开15分钟要去殺幾個壞蛋很快就回來，而後托爾在大街上用散彈槍擊倒護衛，再擊碎目標膝蓋，把尼古丁毒針水全打進目標左頸部，毒杀了目标人物，最后他还脱下克林顿总统的头套以真面目示人，回来后他问阿莲愿不愿意做一个杀手的女人。这次行动被O在天橋用相机拍了下来，O的经纪人告诉他，托尔是想引起瞩目并向O发起挑战。国际刑警李錦富和呂麗琪追查竹野被杀案，怀疑是竹野的朋友O所为。
在雇佣阿莲之前O雇佣的一名负责为他打扫卫生的女子兰茜被仇敌上门所杀，住对面的O想救她却没来得及，O为她埋葬令O很内疚。一次托尔与阿莲亲热时，因為燈光閃爍，突然口吐白沫，原来是他所患的遗传性的大脑疾病所致，托尔爱上阿莲不想让她工作，阿莲就去找O提出辞职，可是也喜欢上她的O不同意她辞职。托尔用步槍教阿莲开枪射击，差點誤殺拾荒人，还告诉莲组织与他联系是靠两份报纸上公告栏上的文字。李錦富查到O正在一家图书馆查阅资料就前去围捕他，不过让他逃脱。
一次托尔在新加坡车站，遭兩名女殺手意圖刺殺，被托爾雙雙擊斃，却遇到委託人報案而引來新加坡警察的围捕，他通过逃入列车车轨通道而躲过一劫，但也因此病狀發作嘔吐。之后他去找冰哥收钱算账，因为新加坡之行是冰哥出卖他才会有许多警察等着抓他，托尔制服冰哥及其手下。另一方面，国际刑警也查到了駱達華（即托尔）和駱敬華两兄弟因为家族遗传病而错失两届奥运射击金牌之往事。
一次O在澳门刺杀印度人目標，自己却遭遇射击，雖依然以經驗完成刺殺任務，事後看報紙報導才發現該刺殺目標是自己組織的人，他认为自己被经纪人出卖了。因为当天是周一，他觉得阿莲在其住所里有危险就前去救她，并告之自己是个杀手将她安排躲在对面的住所里，阿莲发现屋里有许多枪支以及观察对面房屋的望远镜。接着O去找经纪C7将其手部打伤，C7则告诉他自己是托尔的哥哥，O离开后托尔赶来为哥哥包扎伤口，并告诉哥哥自己与O的决斗较量不需要他的帮忙。
国际刑警查出O的真实住所在对面楼里就前去包围搜捕，O携带阿莲逃跑，双方在楼道激战。两人逃到大街上被许多警察包围，正待束手就擒时，托尔在远处的高樓屋顶以巴雷特M82狙擊步槍在遠處狙击警察，清楚障礙以帮助两人脱逃，造成呂麗琪在内的许多警察嚴重伤亡，車輛損毀，令李SIR异常生气。之后托尔还亲自去警局找李SIR索要回了属于阿莲的多个史努比玩偶。他还交给李SIR一箱个人的文档资料，要李为托尔写一本传记，接着就突然消失不见，这令李SIR的精神出了问题，后来他辞职开始专注于写作，不过总是为托尔的突然失踪而迷惑不解。
一次阿莲打电话约李见面，要告诉他有关托尔和O的故事：她为O做事是出于故意的，因为那名为O做事被杀失踪的女孩兰茜是她的好朋友。相比O的飘忽不定，她更喜欢托尔的真实和亲近。托尔在一处放有许多货物的码头与O展开决斗，最终托尔杀了O。李把她说的都记录了下来。阿莲走后坐上了一辆车，李却发现她旁边那位男子长得更像是O，所以一直追赶那辆车想查出真相。事实真相是托尔决斗时依旧病发而死于O之手。不过在李所写的传记里仍然是托尔赢了。

## 角色
| 演員     | 角色              | 備註 |
| 劉德華   | 托爾              | 英文名取材自北歐神話中的人物索爾 原名駱達華，駱敬華之弟，同樣在1992年奧運會因遺傳病痛失金牌。之後成為香港職業殺手，患有先天遗传的大脑疾病，一看见闪光就会吐白沫，视杀人为艺术                                                                  |
| 反町隆史 | O                 | 原名 ITO HIROSHI (劇中只有發音具體漢字表記不明)，假名為小野。孤独的日本職業殺手，亚洲第一职业杀手，视杀人为工作 |
| 任達華   | 李錦富 Albert Lee | 追捕 Tok 和 O 的國際刑警，最终他用自己的余生写下 Tok 和 O 的传奇故事 |
| 林熙蕾   | 秦惠蓮 Chin       | 传统、安静、羞涩的女孩 |
| 應采兒   | 呂麗琪 Gigi       | 女刑警，李锦富下属，在追捕 O 时受严重枪伤，生死未卜 |
| 林雪     | 冰哥              | 托尔的中介经纪人 |
| 駿 雄    |                   | |
| 連偉健   | C7                | 原名骆敬华，駱達華的哥哥。曾是中国射击界最优秀运动员，1984 年洛杉矶奥运会上本可為中國拿下奧運第一金而名留歷史，却因遗传性痛失金牌為隊友許海峰所得，之后离开运动界，成为杀手集团的经理人，O 的經紀人。而后，介入其弟弟托尔和 O 第一杀手竞赛中。 |

## 奖项
| 頒獎典禮              | 獎項         | 名單       | 結果 |
| --------------------- | ------------ | ---------- | ---- |
| 第7届香港电影金紫荆奖 | 十大华语片   |            | 獲獎 |
| 第7届香港电影金紫荆奖 | 最佳男配角   | 任达华     | 提名 |
| 第21届香港电影金像奖  | 最佳剪接     | 大卫理查森 | 提名 |
| 第38屆金馬獎          | 最佳视觉特效 | 馬文現     | 提名 |

## 同名廣播劇
劉德華在電影《全職殺手》演托爾，以及1998年商台同名廣播劇聲演阿O，兩角色對立。廣播劇版本則由謝霆鋒聲演托爾。
托爾在中環廣場行人天橋上殺害商人黃明理的情節，是模仿民國時代陳其美派來的殺手在上海外白渡橋殺害鄭汝成的一幕。
此外，原著及廣播劇版均講述阿O到澳門殺人前曾到媽閣廟求籤（籤文如同黃大仙靈籤），結果求到第8簽下下籤「崔子弒齊君 （页面存档备份，存于）」︰「鳴鳩爭奪鵲巢居，賓主參差意不舒，滿嶺喬松蘿蔦附，且猜詩語是何如。」籤文暗示阿O與托爾兩人衝突，情況就像東周時代崔杼痛恨其上司齊莊公淫亂其妻，便布下殺局取莊公性命一樣。
此外，由於年齡差異等因素，劉德華和楊千嬅一直無緣在電影中飾演夫婦，令本劇成為目前唯一一套由兩人聲演一對(無名份的)夫婦的作品。

## 外部連結
- Yahoo奇摩電影上《全職殺手》的資料（繁體中文）
- 開眼電影網上《全職殺手》的資料（繁體中文）
- 豆瓣电影上《全職殺手》的資料 （简体中文）
- 时光网上《全職殺手》的資料（简体中文）
- AllMovie上《全職殺手》的资料（英文）
- 爛番茄上《全職殺手》的資料（英文）
- 香港影庫上《全職殺手》的資料（繁體中文）
- 互联网电影数据库（IMDb）上《全職殺手》的资料（英文）